# Итальянский гусь

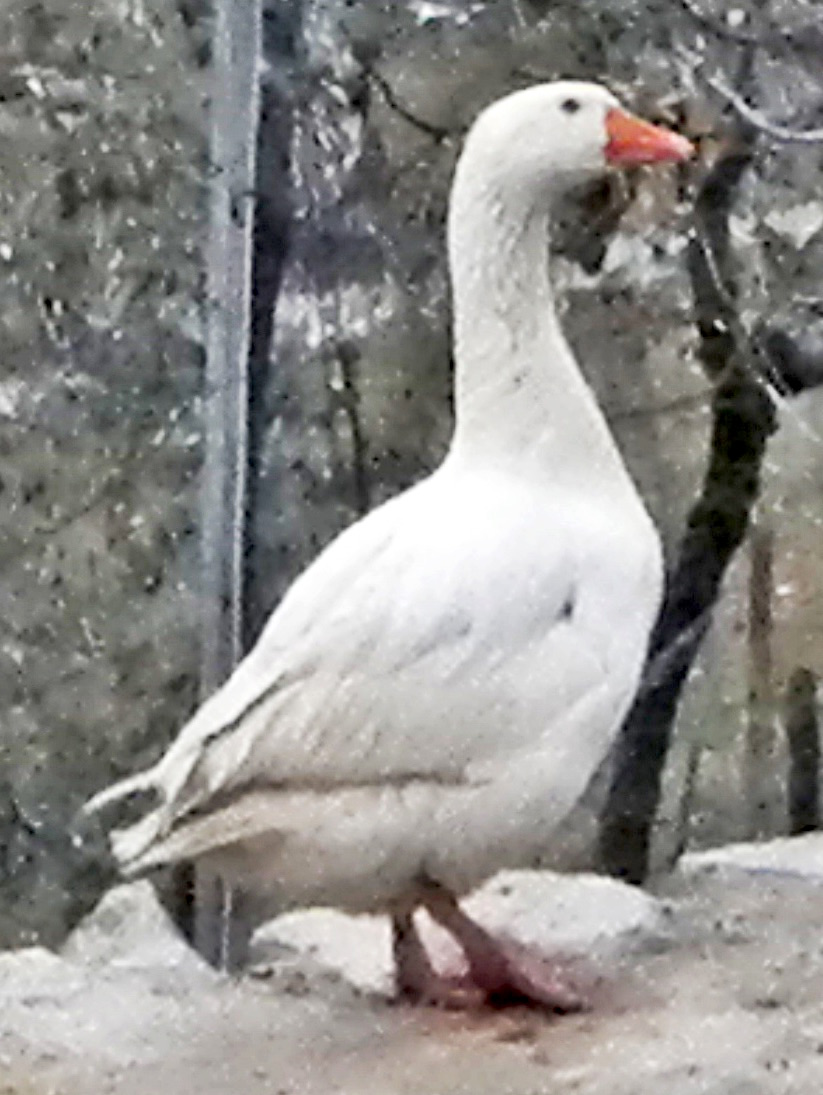
Гусь итальянской породы на ферме в провинции Прато

Итальянская порода гусей (также итальянская белая; итал. oca italiana) — порода гусей, выведенная в Италии, обладает белым оперением и высокой мясной продуктивностью. Относится к числу аутосексных промышленных гусиных пород.

## История
Порода создана путём отбора местных итальянских гусей на высокую скорость роста и плодовитость. По другим данным, в процессе создания породы на основе местных гусей проводили их скрещивания с китайскими белыми.
В СССР была завезена в 1975 году из Чехословакии. В 1980 году в государственном секторе насчитывалось 34 600 гусей этой породы. По численности поголовья на территории России занимает одно из первых мест.

## Экстерьер
Цвет оперения: белый. Среднего размера голова без шишки и подклювной складки. Шея короткая. Грудь хорошо развитая, широкая и глубокая. Спина широкая, ровная. Клюв и ноги оранжевого цвета.

## Продуктивность
Гусей данной породы выращивают в основном для получения печени, достигающей массы в 350—400 г, но, помимо этого, птицы также отличаются высокой мясной продуктивностью. Живой вес: самцов — 6—7 кг, самок — 5—6 кг. Яйценоскость: 45—50 яиц в год массой 150—170 г.

## Генетика
Классическая генетика
В работах по классической частной генетике гусей, с помощью гибридологического анализа, выяснена генетическая структура итальянской породы по локусам окраски оперения и других морфологических признаков, включая:
- аутосомный доминантный ген окраски оперения C+ — основной фактор окраски;
- аутосомный рецессивный ген пятнистости sp — пятнистый рисунок пуха гусят;
- сцепленный с полом (локализованный на Z-хромосоме) доминантный ген серой окраски оперения и отсутствия коричневого разбавления G+ — серое оперение (в скрытом состоянии);
- сцепленный с полом (на Z-хромосоме) доминантный ген разбавления окраски Sd — осветлённая окраска пуха гусят и белое оперение взрослой птицы.

Аутосексинг
Генетические различия у суточных гусят, которые обусловлены эффектом дозы сцепленного с полом гена разбавления окраски Sd, положены в основу аутосексинга (деления по полу) итальянской белой породы. В суточном возрасте самцы характеризуются светло-серой или жёлтой окраской пуха спины и головы, в то время как самки — в основном серой. В качестве определяющего признака при маркировании пола молодняка выступает окраска пуха спины. Точность аутосексирования составляет 98 % при скорости около 1140 голов в час.
Фенетика и филогенетика
С помощью фенетических подходов, по комплексу экстерьерных признаков (58 неметрических вариантов, или фенов), итальянская порода причислена к европейскому эмденскому фенону.
Биохимическая генетика (полиморфизм белков)
В исследованиях с применением гель-электрофореза у итальянских гусей изучена генетическая структура и найден полиморфизм по локусам овомукоида (Om) и трансферрина, или кональбумина (Tf, ранее обозначался символом Co).